# Yabshi Pan Rinzinwangmo
Yabshi Pan Rinzinwangmo est née en 1983, elle est la fille du panchen-lama du Tibet et de Li Jie, une femme Han qui était médecin dans l’Armée populaire de libération. Elle est souvent appelée par le nom de « Renji ». 

## Biographie
Enfant unique du 10e Panchen-lama, Choekyi Gyaltsen, Yabshi Pan Rinzinwangmo est hautement vénérée dans son pays. Ce chef spirituel, est décédé en 1989. Il suit directement le Dalaï-lama dans la hiérarchie religieuse tibétaine.
Elle est considérée comme une personnalité importante du bouddhisme tibétain et pour les relations tibéto-chinoises. Renji a habité à Washington et étudia les sciences politiques à l’université américaine. Elle a été invitée par le Président Hu Jintao à l’université Tsinghua à Pékin, où elle réalise actuellement des études doctorales dans la finance. 
Elle était sous la garde protectrice de Steven Seagal pour une période courte pendant ses études à l'université américaine. 
« Il me tient à cœur d’œuvrer à la promotion de la culture tibétaine et à l’amélioration des conditions de vie de mes compatriotes », déclarait Yabshi Pan Rinzinwagmo, vice-présidente de la Croix-Rouge tibétaine, lors de sa visite à la fédération de la Croix-Rouge à Genève ainsi qu’au siège de la Croix-Rouge suisse à Berne. 
Lors de sa dernière visite au Tibet en été 2002, Yabshi Pan Rinzinwagmo a pu se rendre compte par elle-même du travail effectué par la Croix-Rouge. La Croix-Rouge suisse a commencé son travail au Tibet en 1986 sur l’invitation du 10e panchen-lama. Elle a été la première organisation non gouvernementale à intervenir dans la région autonome du Tibet pour améliorer la prise en charge sanitaire des femmes et des enfants vivant dans les zones rurales.